# 전민수 (야구인)
전민수(全敏秀, 1989년 3월 18일 ~ )는 대한민국의 전직 야구 선수이자 현직 야구 코치이다. 개명 전 이름은 전동수이다. 과거 KBO 리그 NC 다이노스에서 외야수로 뛰었으며 현재는 KBO 리그 NC 다이노스에서 타격보조코치를 맡고 있다.

## 선수 시절

### 넥센 히어로즈시절
2008년에 입단하였다.

### 경찰 야구단시절
2009년 시즌 후에 입단하였다.

### 넥센 히어로즈복귀
별다른 활약을 보이지 못해 2013년에 방출됐다.

### kt 위즈시절
2014년에 신고선수로 입단했다. 2016년 4월 22일 삼성전에서 9년만에 데뷔 첫 안타를 쳐 냈다.
2016년 7월 22일 삼성전에서 끝내기 안타를 쳐 냈다.
2017년 8월 25일 NC전에서 수비 중 왼쪽 어깨의 근육막이 파열돼 시즌 아웃됐다.
2018년 10월 14일에 방출됐다.

### LG 트윈스시절
2018년 11월 22일에 입단하였다. 2020년 시즌 후 방출됐다.

### NC 다이노스시절
2020년 시즌 후에 입단하였다.
대타로 활약했으나, 2022년 5월 18일 KIA 타이거즈와의 2군 경기를 마지막으로 은퇴했다.

## 야구선수 은퇴 후
2023년부터 NC 다이노스의 타격보조코치로 활동한다.

## 배우자
- '이승혜' (2021년 ~ 현재)

## 국가대표 경력
- 2007년 아시아 청소년 야구 선수권 대회 국가대표

## 출신 학교
- 서울사당초등학교
- 이수중학교
- 덕수고등학교

## 통산 기록
| 연도 | 팀명     | 타율  | 경기 | 타수 | 득점 | 안타 | 2루타 | 3루타 | 홈런 | 루타 | 타점 | 도루 | 도실 | 볼넷 | 사구 | 삼진 | 병살 | 실책 |
| ---- | -------- | ----- | ---- | ---- | ---- | ---- | ----- | ----- | ---- | ---- | ---- | ---- | ---- | ---- | ---- | ---- | ---- | ---- |
| 2008 | 우리     | 0.000 | 11   | 14   | 0    | 0    | 0     | 0     | 0    | 0    | 1    | 0    | 0    | 2    | 0    | 2    | 0    | 0    |
| 2009 | 히어로즈 | 0.000 | 4    | 6    | 0    | 0    | 0     | 0     | 0    | 0    | 0    | 0    | 0    | 0    | 0    | 1    | 0    | 0    |
| 2016 | kt       | 0.305 | 74   | 213  | 31   | 65   | 14    | 1     | 3    | 90   | 29   | 5    | 2    | 19   | 4    | 46   | 4    | 0    |
| 2017 | kt       | 0.277 | 55   | 130  | 20   | 36   | 8     | 0     | 1    | 47   | 8    | 2    | 1    | 11   | 0    | 25   | 2    | 1    |
| 2018 | kt       | 0.172 | 21   | 29   | 0    | 5    | 3     | 0     | 0    | 8    | 4    | 0    | 0    | 5    | 0    | 11   | 0    | 0    |
| 2019 | LG       | 0.240 | 75   | 96   | 8    | 23   | 7     | 0     | 0    | 30   | 8    | 2    | 1    | 9    | 0    | 18   | 4    | 0    |
| 2020 | LG       | 0.200 | 4    | 5    | 0    | 1    | 0     | 0     | 0    | 1    | 0    | 0    | 0    | 1    | 0    | 2    | 0    | 1    |
| 2021 | NC       | 0.255 | 71   | 98   | 12   | 25   | 3     | 0     | 3    | 37   | 16   | 0    | 0    | 11   | 0    | 23   | 2    | 0    |
| 2022 | NC       | 0.275 | 20   | 40   | 3    | 11   | 2     | 0     | 0    | 13   | 2    | 0    | 0    | 1    | 0    | 14   | 0    | 0    |
| 통산 | 9시즌    | 0.263 | 335  | 631  | 74   | 166  | 37    | 1     | 7    | 226  | 68   | 9    | 4    | 59   | 4    | 142  | 12   | 2    |